# Laagri (przystanek kolejowy)
Laagri (est.: Laagri raudteepeatus) – przystanek kolejowy w Tallinnie, w prowincji Harjumaa, w Estonii. Znajduje się na szerokotorowej linii Tallinn – Keila, w dzielnicy Laagri. 13 km od dworca kolejowego w Tallinnie. Obsługiwany jest przez pociągi elektryczne Eesti Liinirongid.

## Linie kolejowe
- Tallinn – Keila